# Kadenz (Harmonielehre)
In der Harmonielehre bezeichnet Kadenz (italienisch cadenza, von lateinisch cadere ‚fallen, enden‘) meist eine Akkordfolge, die den Abschluss eines Abschnitts oder eines ganzen Stückes bewirkt. In einem allgemeinen Sinn wird der Begriff auch für klischeehafte, oftmals ostinate Kadenzformeln verwendet (z. B. Andalusische Kadenz).
Seit dem 18. Jahrhundert ist der Begriff allerdings mehrdeutig und wird in der Musiktheorie auch für Akkordfolgen verwendet, die einigen Autoren als Grundelement musikalischer Harmonik gelten und nicht notwendigerweise einen Abschluss darstellen. Großen Einfluss hatten hierbei die musiktheoretischen Schriften von Jean-Philippe Rameau. Im späten 19. Jahrhundert hat Hugo Riemann „Kadenz“ zum Prinzip von musikalischer Form insgesamt erklärt. Vor diesem Hintergrund haben sich Begriffe wie „erweiterte Kadenz“ und „Vollkadenz“ etabliert.

## Kadenz als Schlussformel

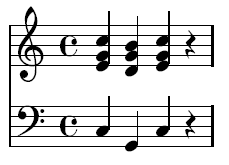
Authentische Kadenz in C-Dur mit der Funktionsfolge T-D-T
Datei:authendische kadenz.ogg

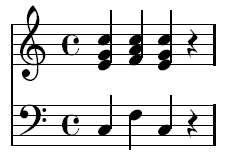
Plagale Kadenz in C-Dur mit der Funktionsfolge T-S-T
Datei:plagale kadenz.ogg

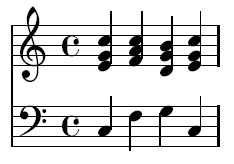
Vollkadenz in C-Dur mit der Funktionsfolge T-S-D-T
Datei:voll kadenz.ogg

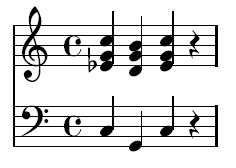
Authentische Kadenz in c-Moll mit der Funktionsfolge t-D-t
Datei:authendische kadenz moll.ogg

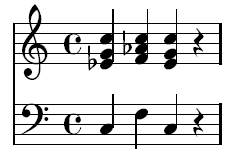
Plagale Kadenz in c-Moll mit der Funktionsfolge t-s-t
Datei:plagale kadenz moll.ogg

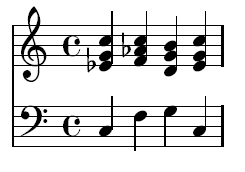
Vollkadenz in c-Moll mit der Funktionsfolge t-s-D-t
Datei:voll kadenz moll.ogg

Als Bezeichnung für Schlusswendungen löste das Wort Kadenz im späten 15. Jahrhundert zuerst in Italien die ältere Bezeichnung clausula (Klausel) ab. Die Akkordfolgen vieler Kadenzen in diesem Sinne sind aus der Kombination solcher Klauseln verständlich.
Heutzutage verbreitete Unterkategorien des Begriffs Kadenz als Schlussformel, die vor allem zur Beschreibung von Musik des 18. und 19. Jahrhunderts verwendet werden, sind u. a.:
- vollkommener und unvollkommener authentischer (Ganz-)Schluss
- Plagalschluss
- Halbschluss
- Trugschluss

Die Kadenz (etwa als Schlussbildung und Tonartbestätigung) besteht aus der Folge Tonika (I), Subdominante (IV), Dominante (V) und wieder Tonika (I):
- I – IV – V – I

Typische Schlussformeln im Jazz sind u. a. die Stufenfolgen:
- II – V – I
- V – IV – I
- ♭VII – V7 – I

Bezeichnungen von Schlussformeln aus historischen Lehrwerken oder aus der Forschungsliteratur zu älteren Repertoires sind u. a.:
- Cadenza doppia
- Parallelkadenz bzw. Doppelleittonkadenz
- Männliche/weibliche Endung

## Kadenz als Grundbaustein von Harmonik
Die Übertragung des Begriffs Kadenz auf Akkordfolgen, die nicht als Schlusswendungen dienen, geht zurück auf Jean-Philippe Rameau (1683–1764). Er verfolgte die Idee, dass in der Musik seiner Zeit Akkordverbindungen vor einem Abschnittsende im Grunde die gleichen sind wie die in den üblichen Schlussformeln. Deshalb versuchte er alle Akkordverbindungen (außer Akkordwechseln nach einer abschließenden Tonika) auf vier Arten von „cadences“ zurückzuführen:

« Excepté le passage d’une tonique à quelque note que ce soit, tout est cadence, parfaite, rompue, interrompue ou irrégulière, en y comprenant leur imitation. »

„Abgesehen vom Übergang von einer Tonika zu egal welcher Note ist alles Kadenz, vollkommene, gebrochene, unterbrochene oder irreguläre, ihre Nachahmungen mit eingeschlossen.“

Hierbei bedeutet:
- cadence parfaite: Quintfall im Fundamentalbass nach einem Dominantseptakkord
- cadence rompue: Sekundanstieg im Fundamentalbass nach einem Dominantseptakkord
- cadence interrompue: Terzfall im Fundamentalbass nach einem Dominantseptakkord
- cadence irrégulière: Quintanstieg im Fundamentalbass

Ein musikalischer Abschnitt ist demnach im Hinblick auf seine Harmonik eine Aneinanderreihung solcher „Kadenzen“ bzw. von Akkordfolgen, die nach deren Vorbild gestaltet sind („imitation“). So besteht z. B. eine Quintfallsequenz aus einer Kette von vermiedenen oder „vorgetäuschten“ cadences parfaites.
Lars Ulrich Abraham definiert „Kadenz“ als „eine Akkordgruppe von Tonika zu Tonika“ und sieht in ihr „mehr als eine harmonische Schlußwendung, nämlich ein Ordnungsprinzip aller Harmonik“. (Er leitet dies allerdings streng aus der Monodie ab, also innewohnender Schlusswendungen einzelner Stimmen.) Dies zwingt ihn zu Unterscheidungen wie die zwischen „Kadenz“ und „Schlußkadenz“ oder „Schlußkadenz“ und „Binnenkadenz“, sowie zu Präzisierungen wie Kadenz „als Schlußwendung“. Seine Bezeichnung der „Vollkadenz“ als „die für die Bachzeit wichtigste Kadenz“ ist vor diesem Hintergrund missverständlich. Entweder kann sie bedeuten, dass Abschnitte in spätbarocker Musik in der Regel mit der Abfolge T-S-D-T schließen, was ohne wesentliche Modifikationen dieser Akkordfolge nicht zutrifft. Oder sie bedeutet ganz allgemein, dass diese Musik dem „Urbild“ der Abfolge T-S-D-T, also wie bei den von Abraham nicht unkritisch geteilten Prinzipien der Riemannschen Funktionstheorie, entspreche, anders als etwa die Musik von Palestrina oder Claude Debussy.

## Vollkadenz
Seit Riemann ist die „vollständige Kadenz“, „einfache Kadenz“, „Haupt-“ bzw. „Vollkadenz“, also die Abfolge der Akkordstufen I IV V I bzw. der Funktionen T S D T ein Ausgangspunkt zahlreicher, vor allem deutscher Harmonielehren (siehe Beispiel: Vollkadenz in C-Dur).
Tonika Subdominante Dominante Tonika (I IV V I) in allen drei Lagen.

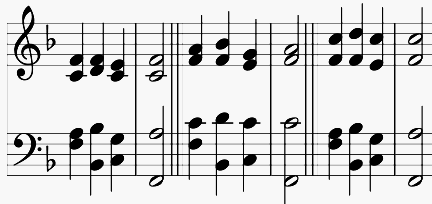
Datei:vollkadenz rein.ogg

Diese Akkordverbindung dient als „Vor- und Urbild“ tonaler Musik oder auch „vollkommenes Abbild der Tonalität“. Da sie sämtliche Töne der Tonleiter umfasst, werde eine Tonart durch sie eindeutig bestimmt.
Von seiner ursprünglichen Bedeutung als Schlussformel hat sich das Wort Kadenz hier also weit entfernt. Michael Dachs und Paul Söhner weisen darauf hin, dass die Akkordverbindung I-IV-V-I in zwei Teile zerfalle. Außerdem muss nach Dachs/Söhner die erste Tonika der Vollkadenz als „Anfangsakkord“ gelten, die nicht einer Schlusswendung angehört, sondern einer solchen vorangeht. Die Vollkadenz ist somit keine Schlussformel, sondern enthält (mindestens) eine. Deshalb unterscheiden Dachs/Söhner zwischen „Kadenz“ und (authentischen, Plagal- und Halb-) „Schlüssen“.

## Die Kadenz als Prinzip musikalischer Logik bei Hugo Riemann
Die Verbindung der Hauptdreiklänge (Akkorde der 1., 4. und 5. Stufe einer Dur- oder Molltonart, als Tonika, Subdominante und Dominante) führt zur einfachen Kadenz, der durch harmonisches Gefälle, durch Spannung und Entspannung charakterisierten Grundkadenz. Schon in seiner ersten Veröffentlichung erklärt Hugo Riemann die „sogenannte große Cadenz“ I-IV-I-V-I bzw. Tonika-Unterdominante-Tonika-Dominante-Tonika zum „Typus aller musikalischen Form“. Aufgeladen wird der Begriff hier also mit einem sehr hohen Anspruch: In Akkordfolgen wie dieser (oder auch I-IV-V-I) sieht Riemann Verhältnisse, die ihm als das Prinzip „musikalischer Logik“ überhaupt erscheinen. Die „logische Bedeutung harmonischer Wendungen“, die die Kadenz zeige, sollte „allem vernünftigen Musikschaffen zu Grunde“ liegen und „der Willkür eine neue Schranke“ setzen in Zeiten, in denen satztechnische Regeln (wie z. B. zur Auflösung von Dissonanzen) ihre Verbindlichkeit verloren hatten und „Freiheiten aller Art im harmonischen Satze ohne Bedenken gestattet“ würden.
Die „Logik“, die Riemann in der Kadenz erkennt, ist inspiriert von der Dialektik und von entsprechenden Ausführungen von Johann Gottlieb Fichte und Moritz Hauptmann. In der Kadenz I-IV-I-V-I sei das Auftreten der Tonika jeweils verschieden. Zunächst sei sie bloße Behauptung, „These“, welche durch die Unterdominante in Frage gestellt werde, da der Grundton der I in der IV zum Quintton wird. Die Unterdominante sei deshalb „antithetisch“. Daraufhin verdränge die Oberdominante diesen Ton, fordere ihn aber durch ihre Terz (den Leitton der Tonart) zurück. Die Oberdominante und abschließende Tonika seien daher „Synthese“.

Die „Hauptaccorde“ I, IV und V könnten nun durch die „Nebenharmonien“ II, III, VI und VII vertreten werden („Substitution“). Durch Akkordwiederholungen, Einschübe von Nebenharmonien (z. B. I wird zu I-VI), Erweiterung der „These“ (z. B. I wird zu I-V-I) und Wiederholung der „Antithese“ und/oder „Synthese“ (z. B. I-II-VI-IV-I-V-I) entstünden darüber hinaus „erweiterte Cadenzen“. Somit sei jede gelungene „musikalische Phrase“ als eine (erweiterte) Kadenz zu verstehen.
Später hat Riemann die dialektische Terminologie fallengelassen und die „vier Hauptstationen der tonalen Kadenzbildung“ u. a. beschrieben als: „Tonika (erste Aufstellung). Unterdominante (Konflikt). Oberdominante (Lösung des Konflikts). Tonika (Bestätigung, Schluss).“
Die Folge T-D-S-T ist nach Riemann problematisch, „da nach der Oberdominante die Unterdominante nur durch Beziehung auf die übersprungene Tonika verständlich ist; der Rückgang von der Unterdominante zur Tonika ist aber kein natürliches Heimkehren des Theils in das Ganze, und hat daher nicht die vollkommene Schlusskraft der Folge: Oberdominante-Tonika.“

## Beispiele elementarer Kadenzformeln in Liedern

### T-D-T
Schlafe, schlafe, holder süßer Knabe (Schubert), O du lieber Augustin, Ich liebe Dich, so wie Du mich (Beethoven), Es tönen die Lieder, Kein schöner Land, Der Kuckuck und der Esel, Einsam bin ich nicht alleine (Weber), Heute soll das große Flachsernten sein, Ihr Kinderlein kommet. 

### T-S-T
Alle Vögel sind schon da, Morgen kommt der Weihnachtsmann, Nobody Knows the Trouble I’ve Seen (Spiritual), Il était un’ bergère, Gott gnad dem großmächtigen Kaiser frumme, Ehre sei dem Vater, The Sun Shines Bright.

### T-S-D-T
Als ich ein jung Geselle war, Wenn die Nachtigallen schlagen, So scheiden wir mit Sang und Klang, Wem Gott will rechte Gunst erweisen, Es freit’ ein wilder Wassermann, Kommet, ihr Hirten, O Straßburg, O Straßburg, du wunderschöne Stadt, Alleweil ein wenig lustig, An der Saale hellem Strande, Gaudeamus igitur.